# Tamara Lunger
Tamara Lunger (ur. 6 czerwca 1986 w Bolzano) – włoska skialpinistka i himalaistka.

## Życiorys
Urodziła się 6 czerwca 1986 w jednym z włoskich centrów sportów zimowych – Bolzano. Jest córką Hansjörga Lungera – wspinacza i skialpinisty.
Od dzieciństwa zafascynowana górami, karierę sportową rozpoczęła jednak od lekkoatletyki, była dwukrotną mistrzynią kraju w rzucie dyskiem w kategoriach młodzieżowych.
W 2002 zaczęła trenować skialpinizm, a rok później rozpoczęła starty w zawodach. W 2006 została mistrzynią Włoch do 23. lat. W 2007 zwyciężyła w profesjonalnych zawodach Pierra Menta we francuskim Beaufort, w tym samym roku zajęła także 5 miejsce w mistrzostwach Europy par, oraz 5 miejsce w Pucharze Europy. W 2008 ponownie zdobyła mistrzostwo Włoch i zwyciężyła w Pierra Menta, a ukoronowaniem jej kariery skialpinistki był zdobyty w tym samym roku tytuł mistrzyni świata do 23 lat.
W 2009 pojechała po raz pierwszy w Himalaje, zdobyła wówczas Imja Tse (6189 m). 23 maja 2010, jako najmłodsza wspinaczka w historii, wspięła się na swój pierwszy ośmiotysięcznik – Lhotse (miała wówczas niespełna 24 lata). W tym samym roku bez powodzenia wspinała się na Czo Oju. W 2011 zdobyła drugi pod względem wysokości szczyt gór Tienszan – Chan Tengri (7010 m). W kolejnym roku wspięła się na położony w Pamirze szczyt Muztagata (7546 m) oraz wspinała się, bez osiągnięcia szczytu, na Broad Peak. W 2013 zdobyła Szczyt Lenina (7134 m) – drugi (po Chanie Tengrim), wierzchołek potrzebny do otrzymania wyróżnienia Śnieżna Pantera.
W 2014 jako druga Włoszka w historii zdobyła K2.
Została partnerką wspinaczkową włoskiego himalaisty Simone Moro, który wcześniej zdobył jako pierwszy zimą trzy ośmiotysięczniki. W lutym 2015 usiłowali zdobyć zimą Manaslu, jednak niekorzystna pogoda pokrzyżowała ich plany. Udało jednak im się wspiąć nową trasą na Imja Tse (Island Peak) oraz dokonać pierwszego w historii wejścia na centralny szczyt Kang Lemo (6100 m).

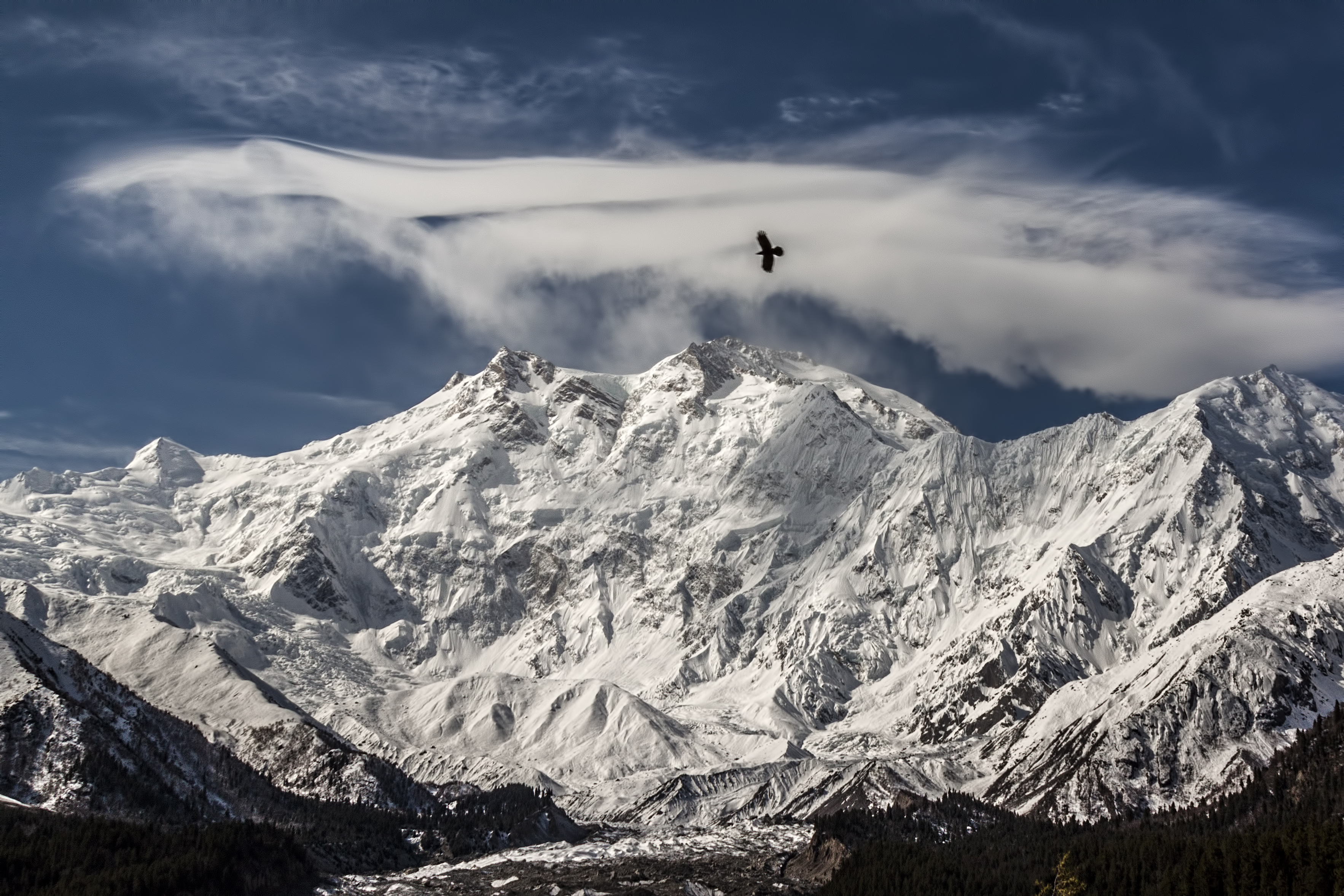
Nanga Parbat

Na przełomie 2015 i 2016 roku kilka zespołów starało się zdobyć przedostatni z niezdobytych do tej pory ośmiotysięczników – Nanga Parbat. Lunger była ponownie w zespole z Moro. Oprócz nich do zdobycia szczytu sposobił się także międzynarodowy zespół: Alex Txikon, Daniele Nardi oraz Muhammad Ali, a także Adam Bielecki i Jacek Czech, Marek Klonowski z zespołem oraz Tomasz Mackiewicz i Élisabeth Revol. Po tym, gdy w lutym doszło do kłótni pomiędzy Txikonem a Nardim i ten drugi opuścił wyprawę, doszło do połączenia sił zespołów włoskiego (Moro-Lunger) z Txikonem i Alim. Czteroosobowy zespół wyruszył z bazy 22 lutego, atak szczytowy (z obozu IV) zaczął się rankiem 26 lutego. Tamara Lunger zatrzymała się kilkadziesiąt metrów przed wierzchołkiem, natomiast pozostała trójka wspinaczy: Txikon, Moro i Ali o godzinie 15:27 lokalnego czasu, dokonała pierwszego zimowego wejścia na Nanga Parbat. 28 lutego himalaiści powrócili do bazy.